# Georges Demerson
Jorge o Georges Demerson, dieciochista e hispanista francés. 

## Biografía
Se consagró fundamentalmente al estudio del siglo XVIII español, y en concreto al estudio del poeta afrancesado del Neoclasicismo Juan Meléndez Valdés.